# 華與浪漫
《華與浪漫》是陳華第一張個人專輯，於2022年9月16日數位上架，並於同月23日在募資平台進行專輯限量版預購，同年12月2日推出專輯市面通路版。整張專輯製作由嚴爵引領，多首曲目攜手陳華昔日夥伴林言奕一同打造，並邀請多位音樂人合作。首波主打單曲《短暫的愛過我》DEMO首發於街聲即空降新歌榜冠軍之作，蟬聯三週冠軍，正式版也拿下KKBOX新歌即時榜第6名、新歌日榜第12名；專輯主打歌《想和你看五月的晚霞》也排名KKBOX新歌日榜第6名。2022年12月8日《想和你看五月的晚霞》官方MV在Youtube上破一百萬點閱率，同月14日Spotify串流播放次數也破百萬；2023年，《想和你看五月的晚霞》官方MV點閱率，分別在1月16日突破兩百萬、2月20日三百萬、3月17日四百萬、4月6日破五百萬、4月25日破六百萬、5月16日破七百萬、6月2日破八百萬、6月12日破九百萬、6月22日破千萬點閱率。2023年6月14日《捨不得的時刻》官方MV在Youtube上破一百萬點閱率。

## 曲目
數位版及實體版各收錄8首曲目，差異在於，數位版收錄《月亮失約了》，實體版則是《OUTRO》。
| 數位版曲序 | 實體版曲序 | 曲名                                               | 作詞            | 作曲             | 製作人           | 編曲             |
| 1          | 1          | 《WHY》                                            | 沈以勒、陳華    | 陶山 Skot Suyama | 陶山 Skot Suyama | 陶山 Skot Suyama |
| 2          | 2          | 《催眠 Mesmerize》                                 | 陳華            | 林言奕           | 林言奕、嚴爵     | 林言奕           |
| 3          | 3          | 《短暫的愛過我 Moment's Love》                     | 陳華            | 陳華             | 林言奕、嚴爵     | 林言奕           |
| 4          | 4          | 《想和你看五月的晚霞 Sunset In May》               | 陳華            | 陳華             | 嚴爵、林言奕     | 甯子達、陳啟天   |
| 5          | 5          | 《我們回不去了 We Can’t Go Back》                  | 陳華            | 陳華             | 嚴爵、林言奕     | 溫奕哲           |
| 6          | 6          | 《與你的99次電影 99 Movies With U》                | 陳華            | 陳華、7uly       | 林言奕、嚴爵     | 林言奕           |
| 7          | 7          | 《燭光晚餐 Dinner By Candlelight》 feat. thehopend | 陳華、thehopend | thehopend、陳華  | 林言奕、嚴爵     | 林言奕           |
|            | 8          | 《月亮失約了Absent Moon》                          | 陳華、菲道尔    | 菲道尔、陳華     | 林言奕、嚴爵     | 林言奕           |
| 8          | 9          | 《捨不得的時刻 Memorable Times》                   | 陳華            | 陳華             | 嚴爵、林言奕     | 溫奕哲           |
| 9          |            | 《OUTRO》                                          | 陳華            |                  | 嚴爵             |                  |

## MV
| # | 曲名                                 | 首播日期      | 導演             | 備註              |
| 1 | 《WHY》                              | 2022年8月5日  | 嚴爵             | 單曲MV            |
| 2 | 《催眠 Mesmerize》                   | 2022年8月26日 | 嚴爵             | 單曲MV            |
| 3 | 《短暫的愛過我 Moment's Love》       | 2022年7月22日 | 嚴爵             | 單曲MV            |
| 4 | 《想和你看五月的晚霞 Sunset In May》 | 2022年9月30日 | 陳華、LCY 呂植宇 | 男主角：LCY呂植宇 |
| 5 | 《燭光晚餐 Dinner By Candlelight》   | 2021年12月3日 | 嚴爵             | 單曲MV            |
| 6 | 《月亮失約了Absent Moon》            | 2021年8月26日 | 嚴爵             | 單曲MV            |
| 7 | 《捨不得的時刻 Memorable Times》     | 2023年3月10日 | 嚴爵             | 拍攝地：新加坡    |